# UE Foment Martinenc
UE Foment Martinenc – hiszpańśki klub szachowy z siedzibą w Barcelonie.

## Historia
Zajęcia szachowe w barcelońskim Foment Martinenc odbywały się od 1925 roku, jednak klub szachowy został założony w 1948 roku. W 1960 roku nastąpiło połączenie klubu z UA Martinense. Klub bez większych sukcesów występował w latach 70. w pojedynczych sezonach División de Honor. W latach 1991, 1994 i 2004–2006 zespół zdobył wicemistrzostwo Katalonii, a w 1998 roku został mistrzem Katalonii. W 1998 roku Foment Martinenc powrócił do División de Honor. Zespół zajął wówczas trzecie miejsce, za Epic-Barcino Terrassa i UGA Barcelona. W latach 1999–2000 zespół zajmował szóste miejsce w lidze, a w 2002 roku ponownie zajął trzecią pozycję. W 2004 roku klub spadł z ligi. W 2006 roku Foment Martinenc wygrał Primera División, awansując do pierwszej ligi. W 2008 roku klub spadł z najwyższej ligi, powrócił do niej jeszcze na sezon 2012, w którym również spadł.
Zawodnikami klubu byli m.in. Jacob Aagaard, Sabino Brunello, Óscar de la Riva Aguado, Oleg Korniejew, Alina l'Ami, Marc Narciso Dublan, Friso Nijboer, Mihail Marin i Leonardo Valdés.